# Narvatriumfbuen
Narvatriumfbuen (russisk: Ворота Триумфальные Нарвские) er en triumfbue i Sankt Petersborg i Rusland.
Narvatriumfbuen blev opført på den gigantiske Narvaplads i Sankt Petersborg i 1814 til minde om den russiske sejr over Napoleon. Den oprindelige triumfbue var bygget af træ og stod over Narvavejen, så den kunne byde de tilbagevendende soldater velkommen. Arkitekten var Giacomo Quarenghi, der havde den franske Arc de Triomphe du Carrousel i Paris som forbillede. Det var ikke meningen, at den første Narvatriumfbue skulle være permanent.
1827-34 skabte Vasilij Stasov en permanent udgave i sten. Vasilij Demut-Malinovskij skabte de figurer, der er buens dekoration.
Under belejringen af Leningrad blev Narvatriumfbuen en del skadet af artilleribeskydning, men en omfattende restaurering omkring årtusindskiftet gør, at den nu er i fin stand.
59°54′3.24″N 30°16′25.68″Ø / 59.9009000°N 30.2738000°Ø